# Kerstin Ostwald
Kerstin Ellen Ostwald, född 2 mars 1936, är en svensk journalist, författare och konstnär.

## Biografi
Kerstin Ostwald utbildade sig på Konstfack åren 1953–1957 men arbetade därefter som journalist på bland annat HSB:s informationsavdelning 1968–1972, Folket i Bild/Kulturfront 1972–1976 och på Gotlands Tidningar 1978–1985. Som konstnär har Ostwald arbetat med många olika tekniker så som grafik, etsningar och design men även akvareller och oljemålningar. Oljemålningarna utstrålar en "tyngd och svulstighet, medan akvarellerna mer präglas av en drömlikhet kombinerat med skarpsinne och vasshet". Både akvarellerna och oljemålningarna har ett bildspråk som hämtas från en personlig motivvärld. Ofta återkommande motiv är det avgränsade rummet, det spröjsade fönstret, den röda mattan och den svarta flygeln.
Kerstin Ostwald bor sedan 1978 på Gotland.